# Kutupalong
Kutupalong (en bengali : কুতুপালং) est un camp de réfugiés situé au Bangladesh (dans l'upazila d'Ukhia et le district de Cox's Bazar). Le camp héberge principalement des Rohingya fuyant les persécutions des musulmans en Birmanie. Le camp héberge plus de 500 000 personnes en janvier 2018 , environ 620 000 selon une estimation d'août 2018 et près d'un million en 2024 , soit le camp de réfugiés le plus peuplé au monde.

## Description
Le camp de Kutupalong est d'abord un camp contrôlé par le gouvernement bangladeshi et géré par le Haut Commissariat des Nations unies pour les réfugiés (HCR). Il a été créé en 1992 pour accueillir les Rohingya fuyant la Birmanie. Le gouvernement contrôle un autre camp dans le district, celui de Nayapara (en),,.
En juillet 2017, la population cumulée des deux camps est estimée à 34 000 personnes.
À partir du 25 août 2017, le flux de réfugiés augmente considérablement : entre fin août et début septembre, 73 000 Rohingya fuient la Birmanie et plus de 700 000 personnes entre août 2017 et début 2018. Le camp officiel de Kutupalong ne peut gérer cet afflux et ces nouveaux réfugiés s'installent autour du camp, établissant divers bidonvilles. Ces différents bidonvilles (Ghumdum, Balukhali, Thangkhali…) croissent rapidement et se rejoignent. L'agrégation de ces bidonvilles est aussi appelée camp de Kutupalong, ou camp étendu de Kutupalong-Balukhali,,,.
Le camp est situé le long de l'autoroute N1 (en).
En janvier 2018, une estimation de la population du camp étendu est réalisée : il compte 547 616 personnes (dont 22 241 dans le camp officiel), soit le plus grand camp de réfugiés au monde, battant le camp de réfugiés de Dadaab, au Kenya qui comptait 245 126 personnes en avril 2017 et le camp de Bidi Bidi (en) en Ouganda,.
Fin juillet 2018, le HCR estime que 723 000 Rohingya sont arrivés au Bangladesh depuis le 25 août 2017, principalement en 2017,. Le camp de Kutupalong en héberge environ 620 000, selon une estimation d'août 2018 et 300 000 autres Rohingya sont hébergés dans le district.
En juin 2019, l'OMS dresse un premier bilan d'une épidémie de diphtérie ayant débuté dans le camp en novembre 2017 : 8645 cas et 45 décès, ce qui en fait, à cette date, la plus grande du XXIe siècle,. 

## Limitations progressives
À partir de septembre 2019, le gouvernement bangladais limite les communications par téléphone des réfugiés rohingya, les téléphones portables et cartes SIM saisis. Une clôture autour du camp pour empêcher les Rohingyas d'en sortir doit aussi être construite,.
En décembre 2021, le gouvernement bangladais fait détruire un millier de boutiques des camps où les réfugiés pouvaient faire les courses. La raison officielle est que ces commerces étaient illégaux mais certains y voient la volonté de pousser les réfugiés à quitter les camps pour l'île de Bhasan Char.

## Tentative de déplacement
Le gouvernement bangladais essaie, à partir de 2015, de déplacer, plus ou moins volontairement, une partie des réfugiés dans l'île de Bhasan Char. Ce déplacement est très critiqué car l'île isole les réfugiés du reste du monde, rend l'approvisionnement en eau et nourriture plus difficile et il y a de sérieux doutes sur la viabilité de l'île en cas de mousson (l'île est souvent submergée).